# Spiegeling (meetkunde)

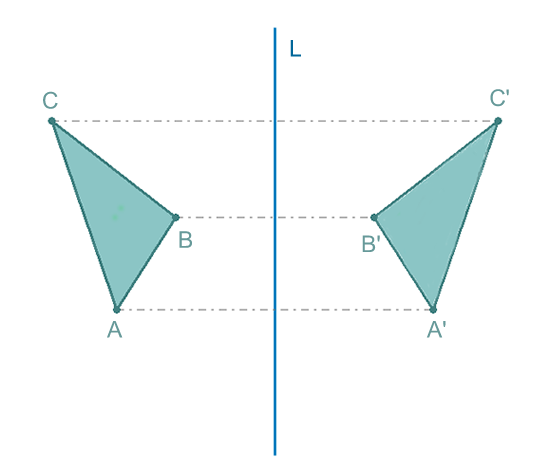
Spiegeling van een driehoek om een lijn in het platte vlak

De spiegeling is een afbeelding uit de meetkunde. In de wiskunde is het een voorbeeld van een affiene transformatie. Het beeld van een voorwerp onder de spiegeling heet het spiegelbeeld van dat voorwerp. Beeld en spiegelbeeld zijn congruent. De symmetrie met betrekking tot spiegelen is de spiegelsymmetrie.
Links en rechts lijken onder de spiegeling omgedraaid, in werkelijkheid zijn voor en achter verwisseld. Men zegt dat de oriëntatie van het voorwerp van teken wisselt. Een spiegeling houdt de afstand tussen twee punten hetzelfde, dus is iedere spiegeling een isometrie.
Spiegeling in een {\displaystyle n}-dimensionale ruimte gebeurt met een {\displaystyle (n-1)}-dimensionale deelruimte als spiegel. Dus in het platte vlak spiegelt men in een lijn, de spiegellijn, deze spiegeling wordt wel lijnspiegeling genoemd, en in de ruimte spiegelt men in een vlak, het spiegelvlak, en deze spiegeling wordt wel vlakspiegeling genoemd.
Met een vlakke spiegel kan men het spiegelbeeld van een figuur, tot aan de spiegel, of voorwerp daadwerkelijk zien. Een spiegeling van een voorwerp in computergraphics heeft ook betrekking op inwendige, onzichtbare delen.

## Definitie
Het spiegelbeeld van een punt {\displaystyle P} bij spiegeling in de spiegel {\displaystyle s} is het punt {\displaystyle P'} aan de andere zijde van de spiegel op de loodlijn vanuit {\displaystyle P} op de spiegel, op gelijke afstand van de spiegel als {\displaystyle P}.

## Eigenschappen
- Voor een punt {\displaystyle U} op de spiegel geldt {\displaystyle U=U'}.
- Voor alle punten geldt {\displaystyle (P')'=P}.
- Een figuur wordt afgebeeld op een congruente figuur.

De positie loodrecht op de spiegel wordt dus veranderd in de tegengestelde positie, maar de positie evenwijdig eraan verandert niet.
De afbeelding door een spiegeling van een vlak naar het gespiegelde vlak en van de ruimte naar de gespiegelde ruimte zijn indirecte isometrieën.
Een spiegeling van een spiegeling is een directe isometrie. Bij niet-evenwijdige spiegels is het een rotatie ten opzichte van het snijpunt of de snijlijn van de spiegels, over een hoek die het dubbele is van de gerichte hoek van de eerste naar de tweede spiegel. Het gaat daarbij dus om een rotatie in het platte vlak of een driedimensionale rotatie. Een rotatie gevolgd door een spiegeling komt overeen met dezelfde spiegeling gevolgd door de inverse rotatie, en ook met alleen een spiegeling met de spiegellijn of het spiegelvlak over de halve hoek ten opzichte van hetzelfde rotatiepunt of dezelfde rotatie-as geroteerd. Bij evenwijdige spiegels is het een translatie loodrecht op de spiegels, over een afstand die het dubbele is van die tussen de spiegels, in de richting zoals die van de eerste naar de tweede spiegel. Een translatie gevolgd door een spiegeling met een spiegel loodrecht op de translatierichting komt overeen met dezelfde spiegeling gevolgd door de inverse translatie, en ook met alleen een spiegeling met een halve translatie toegepast op de spiegel.
Twee spiegelingen met loodrechte spiegels vormen met de rotatie over 180° ten opzichte van het snijpunt of de snijlijn van de spiegels, en samen met de identiteit, een isometriegroep met de structuur van de viergroep van Klein. De combinatie van twee van de drie niet-triviale isometrieën is dus ongeacht de volgorde de derde.

## Spiegelen in deelruimtes met lagere dimensie
Eenzelfde soort afbeelding als hierboven beschreven kan ook worden gedaan met een spiegel van lagere dimensie. Bij een spiegeling in een {\displaystyle n}-dimensionale ruimte met een {\displaystyle (n-2)}-dimensionale deelruimte als spiegel, zoals spiegeling in een tweedimensionale ruimte met een punt als spiegel, en spiegeling in een driedimensionale ruimte met een lijn als spiegel, verandert het beeld van een figuur nu niet van oriëntatie (de voorbeelden zijn equivalent met rotaties). Bij een spiegeling in een {\displaystyle n}-dimensionale ruimte met een {\displaystyle (n-3)}-dimensionale deelruimte als spiegel, zoals spiegeling in een driedimensionale ruimte met een punt als spiegel verandert het beeld van een figuur weer wel van oriëntatie.

## Puntspiegeling
Puntspiegeling, in termen van positievectoren ten opzichte van het punt is dit het nemen van het tegengestelde van elke vector, wordt ook wel inversie genoemd. Zoals gezegd verandert deze in één dimensie en in drie dimensies de oriëntatie, maar niet in twee dimensies. Puntspiegeling is commutatief met elke draaiing om een as door het punt en spiegeling ten opzichte van elk vlak door het punt. Dit is eenvoudig in te zien als men denkt aan het gebruik van matrixnotatie voor deze bewerkingen: de matrix voor inversie is het tegengestelde van de eenheidsmatrix.

## Natuurkunde
Spiegeling van een (vrije) vector in een vlak hangt alleen af van de stand van het vlak, niet van de positie ervan.
Spiegeling van een vectorveld in een vlak houdt in dat zowel de locatie (de onafhankelijk variabele) als de vectorwaarden van de functie worden gespiegeld. Spiegeling in een vlak van een natuurkundige situatie levert in zoverre een bestaanbare situatie op dat bepaalde vectoren niet alleen moeten worden gespiegeld maar dat de resulterende vector ook nog moet worden veranderd in zijn tegengestelde. Dit geldt als linker- en rechterhandregels aan de orde zijn, bijvoorbeeld voor impulsmoment, lorentzkracht, magnetische fluxdichtheid en magnetische veldsterkte. Bij een grootheid die wordt uitgedrukt door een formule is een linker- of rechterhandregel aan de orde als er een kruisproduct in voorkomt, of als een normaalvector wordt geassocieerd met de richting waarin bij een kringintegraal de kromme wordt doorlopen.